# 藤原能長
藤原 能長（ふじわら の よしなが）は、平安時代中期から後期にかけての公卿。藤原北家中御門流、右大臣・藤原頼宗の四男。権大納言・藤原能信の養子。官位は正二位・内大臣、贈従一位・太政大臣。

## 経歴
若年より叔父で権大納言・藤原能信の養子となり、その後継者として世に出る。後一条朝末の長元8年（1035年）元服と同時に叙爵し、侍従に任官する。長元9年（1036年）後朱雀天皇の即位に伴って五位蔵人に任ぜられると、長暦2年（1038年）従四位下に叙せられた後も侍従に再任するなど、天皇の身近に仕えた。長久3年（1042年）正四位下・蔵人頭兼右近衛中将に叙任されると、翌長久4年（1043年）には蔵人頭在任1年半ほどで早くも参議に任ぜられ公卿に列した。
議政官として左右中将を兼帯し、この間の寛徳2年（1045年）従三位、永承5年（1050年）正三位次いで従二位と昇進を重ねる。参議在任18年を経て、康平4年（1061年）権中納言に任ぜられた。
康平8年（1065年）養父・藤原能信が没すると、後朱雀天皇の第二皇子である尊仁親王の春宮大夫の官職を引き継ぐ。治暦4年（1068年）に尊仁親王が即位（後三条天皇）すると、前春宮大夫の功労により権大納言に昇進。後三条朝では天皇の側近として権勢を奮った。また、延久元年（1069年）今度は後三条天皇の皇子である春宮・貞仁親王の春宮大夫となり、さらに娘の道子を貞仁親王に入内させている。
延久4年（1072年）貞仁親王が践祚（白河天皇）すると、能長は春宮・実仁親王（白河天皇の皇太弟）の春宮大夫に任ぜられ、三代の春宮に対して大夫を務めることになった。承暦4年（1080年）出仕を止めていた内大臣・藤原信長が太政大臣に祭り上げられる人事により大臣の座が二つ空いた際、実兄の藤原俊家が右大臣に、能長が内大臣にそれぞれ昇進している。
永保2年（1082年）10月に俊家が没すると、能長も後を追うように11月14日に薨去。享年61。最終官位は内大臣正二位兼皇太子傅。

## 官歴
注記のないものは『公卿補任』による。
- 長元8年（1035年） 3月10日：従五位下（元服日、上東門院臨時御給）。10月16日：侍従
- 長元9年（1036年） 7月10日：従五位上（禎子内親王御給）。7月16日：蔵人[1]。10月14日：兼左兵衛佐
- 長暦元年（1037年） 10月23日：正五位下（行幸高陽院賞、頼宗卿譲）
- 長暦2年（1038年） 正月7日：従四位下、止侍従[1]。正月14日：還昇。10月5日：更任侍従
- 長久2年（1041年） 正月5日：従四位上（皇后宮御給）
- 長久3年（1042年） 正月14日：蔵人頭。正月29日：右近衛中将。10月21日：正四位下（臨時）
- 長久4年（1043年） 正月24日：兼播磨権介。9月19日：参議、中将如元
- 寛徳2年（1045年） 4月26日：兼播磨権守。4月28日：従三位（能信卿造宮行事賞）
- 寛徳3年（1046年） 4月14日：兼左近衛中将
- 永承5年（1050年） 10月13日：正三位（行幸上東門院、御傍親）。12月1日：従二位（大原野行幸行事賞）
- 永承6年（1051年） 正月27日：兼備後権守
- 天喜4年（1056年） 2月3日：兼播磨権守
- 康平4年（1061年） 2月28日：権中納言。9月19日：勅授帯剣。12月8日：兼右衛門督
- 康平7年（1064年） 正月6日：正二位
- 康平8年（1065年） 2月9日：服解（能信薨）。3月29日：復任。4月24日：兼春宮権大夫（春宮・尊仁親王）。7月7日：検非違使別当。10月11日：兼左衛門督。12月8日：兼春宮大夫
- 治暦3年（1067年） 4月27日：辞別当
- 治暦4年（1068年） 4月19日：止大夫（依受禅）。12月29日：権大納言（前坊大夫労）
- 治暦5年（1069年） 4月28日：兼春宮大夫（冊命日、春宮・貞仁親王）
- 延久4年（1072年） 12月8日：止大夫、同日又兼之（春宮・実仁親王）
- 承暦4年（1080年） 8月14日：内大臣。8月22日：兼皇太子傅
- 永保2年（1082年） 11月14日：薨去（内大臣正二位兼皇太子傅）

## 系譜
- 父：藤原頼宗
- 母：藤原伊周の娘
- 養父：藤原能信
- 妻：源済政の娘
  - 男子：藤原基長（1043-1108）
  - 女子：藤原道子（1042-1132） - 白河天皇女御
- 妻：河内守伊頼の娘（姓不明） - 陽明門院乳母
  - 男子：藤原長明（?-1104）
- 妻：信子女王 - 清仁親王または昭登親王の娘
  - 男子：藤原長忠（1057-1129）
- 妻：藤原経通の娘
  - 男子：藤原宗信（1066-1133）
- 妻：橘則隆の娘
  - 男子：長覚
- 妻：下野守兼資の娘、または憲方の娘（姓不明）
  - 男子：仁豪（?-1121） - 天台座主第42世
- 妻：三松興扶の娘
- 生母不明の子女
  - 男子：覚仁
  - 男子：長寛

## 関連作品
テレビドラマ
- 炎立つ (1993年、NHK大河ドラマ)、演 : 横山あきお